# Canottaggio ai Giochi della XXX Olimpiade - 2 di coppia pesi leggeri femminile
Il 2 di coppia pesi leggeri femminile dei Giochi della XXX Olimpiade si è svolto tra il 29 luglio e il 4 agosto 2012. Hanno partecipato 17 equipaggi.
La gara è stata vinta dall'equipaggio britannico formato da Katherine Copeland e Sophie Hosking, con il tempo di 7'09"30; l'argento e il bronzo sono andati rispettivamente all'equipaggio cinese Xu-Huang e a quello greco Giazitzidou-Tsiavou.

## Formato
Nel primo turno, i primi due equipaggi di ogni batteria accedono alla semifinale, mentre gli altri competono in un ripescaggio che qualifica altri tre equipaggi per batteria. I qualificati competono in due semifinali; i primi tre classificati di ogni semifinale accedono alla finale A, che assegna le medaglie, mentre le altre alla finale B, per la classificazione dal 7º al 12º posto.
Gli equipaggi eliminati nel ripescaggio competono in una finale C per i piazzamenti dal 13º al 17º posto.

## Programma
| Data           | Ora (BST/UTC+1) | Turno      |
| -------------- | --------------- | ---------- |
| 29 luglio 2012 | 10:40           | Batterie   |
| 31 luglio 2012 | 10:30           | Ripescaggi |
| 2 agosto 2012  | 10:10           | Semifinali |
| 4 agosto 2012  | 10:00           | Finali     |

## Risultati

### Batterie
| Pos. | Atleti                              | Nazione       | Tempo   | Note |
| ---- | ----------------------------------- | ------------- | ------- | ---- |
| 1    | Sophie Hosking Katherine Copeland   | Gran Bretagna | 6'56"96 | Q    |
| 2    | Anne Lolk Thomsen Juliane Rasmussen | Danimarca     | 6'59"94 | Q    |
| 3    | Louise Ayling Julia Edward          | Nuova Zelanda | 7'02"78 | R    |
| 4    | Yaima Velázquez Yoslaine Dominguez  | Cuba          | 7'12"99 | R    |
| 5    | Maria Rohner Milka Kraljev          | Argentina     | 7'33"37 | R    |
| 6    | Sara Mohamed Baraka Fatma Rashed    | Egitto        | 7'45"23 | R    |

| Pos. | Atleti                                  | Nazione     | Tempo   | Note |
| ---- | --------------------------------------- | ----------- | ------- | ---- |
| 1    | Christina Giazitzidou Alexandra Tsiavou | Grecia      | 7'03"66 | Q    |
| 2    | Bronwen Watson Hannah Every-Hall        | Australia   | 7'05"30 | Q    |
| 3    | Kristin Hedstrom Julie Nichols          | Stati Uniti | 7'08"46 | R    |
| 4    | Rianne Sigmond Maaike Head              | Paesi Bassi | 7'10"49 | R    |
| 5    | Lindsay Jennerich Patricia Obee         | Canada      | 7'10"89 | R    |
| 6    | Luana de Assis Fabiana Beltrame         | Brasile     | 7'34"37 | R    |

| Pos. | Atleti                        | Nazione       | Tempo   | Note |
| ---- | ----------------------------- | ------------- | ------- | ---- |
| 1    | Xu Dongxiang Huang Wenyi      | Cina          | 7'15"57 | Q    |
| 2    | Lena Müller Anja Noske        | Germania      | 7'19"24 | Q    |
| 3    | Atsumi Fukumoto Akiko Iwamoto | Giappone      | 7'30"29 | R    |
| 4    | Kim Myung-Shin Kim Sol-Ji     | Corea del Sud | 7'31"98 | R    |
| 5    | Pham Thi Hai Pham Thi Thao    | Vietnam       | 7'40"06 | R    |

### Ripescaggi
| Pos. | Atleti                           | Nazione       | Tempo   | Note |
| ---- | -------------------------------- | ------------- | ------- | ---- |
| 1    | Rianne Sigmond Maaike Head       | Paesi Bassi   | 7'19"26 | Q    |
| 2    | Louise Ayling Julia Edward       | Nuova Zelanda | 7'19"26 | Q    |
| 3    | Atsumi Fukumoto Akiko Iwamoto    | Giappone      | 7'23"79 | Q    |
| 4    | Luana de Assis Fabiana Beltrame  | Brasile       | 7'27"46 |      |
| 5    | Pham Thi Hai Pham Thi Thao       | Vietnam       | 7'37"64 |      |
| 6    | Sara Mohamed Baraka Fatma Rashed | Egitto        | 7'54"01 |      |

| Pos. | Atleti                             | Nazione       | Tempo   | Note |
| ---- | ---------------------------------- | ------------- | ------- | ---- |
| 1    | Kristin Hedstrom Julie Nichols     | Stati Uniti   | 7'13"82 | Q    |
| 2    | Lindsay Jennerich Patricia Obee    | Canada        | 7'13"82 | Q    |
| 3    | Yaima Velázquez Yoslaine Dominguez | Cuba          | 7'19"33 | Q    |
| 4    | Kim Myung-Shin Kim Sol-Ji          | Corea del Sud | 7'27"95 |      |
| 5    | Maria Rohner Milka Kraljev         | Argentina     | 7'40"72 |      |

## Semifinali
| Pos. | Atleti                                  | Nazione       | Tempo   | Note |
| ---- | --------------------------------------- | ------------- | ------- | ---- |
| 1    | Katherine Copeland Sophie Hosking       | Gran Bretagna | 7'05"90 | Q    |
| 2    | Christina Giazitzidou Alexandra Tsiavou | Grecia        | 7'09"01 | Q    |
| 3    | Lena Müller Anja Noske                  | Germania      | 7'10"16 | Q    |
| 4    | Kristin Hedstrom Julie Nichols          | Stati Uniti   | 7'12"61 |      |
| 5    | Louise Ayling Julia Edward              | Nuova Zelanda | 7'15"06 |      |
| 6    | Yaima Velasquez Yoslaine Dominguez      | Cuba          | 7'21"86 |      |

| Pos. | Atleti                              | Nazione     | Tempo   | Note |
| ---- | ----------------------------------- | ----------- | ------- | ---- |
| 1    | Dongxiang Xu Wenyi Huang            | Cina        | 7'10"39 | Q    |
| 2    | Anne Lolk Thomsen Juliane Rasmussen | Danimarca   | 7'10"93 | Q    |
| 3    | Bronwen Watson Hannah Every-Hall    | Australia   | 7'12"35 | Q    |
| 4    | Lindsay Jennerich Patricia Obee     | Canada      | 7'14"83 |      |
| 5    | Rianne Sigmond Maaike Head          | Paesi Bassi | 7'19"31 |      |
| 6    | Atsumi Fukumoto Akiko Iwamoto       | Giappone    | 7'34"23 |      |

### Finali
| Pos. | Atleti                             | Nazione       | Tempo   | Note |
| ---- | ---------------------------------- | ------------- | ------- | ---- |
| 1    | Lindsay Jennerich Patricia Obee    | Canada        | 7'17"24 |      |
| 2    | Rianne Sigmond Maaike Head         | Paesi Bassi   | 7'20"36 |      |
| 3    | Louise Ayling Julia Edward         | Nuova Zelanda | 7'22"78 |      |
| 4    | Yaima Velasquez Yoslaine Dominguez | Cuba          | 7'23"25 |      |
| 5    | Kristin Hedstrom Julie Nichols     | Stati Uniti   | 7'23"31 |      |
| 6    | Atsumi Fukumoto Akiko Iwamoto      | Giappone      | 7'32"12 |      |

| Pos. | Atleti                                  | Nazione       | Tempo   | Note |
| ---- | --------------------------------------- | ------------- | ------- | ---- |
|      | Katherine Copeland Sophie Hosking       | Gran Bretagna | 7'09"30 |      |
|      | Dongxiang Xu Wenyi Huang                | Cina          | 7'11"93 |      |
|      | Christina Giazitzidou Alexandra Tsiavou | Grecia        | 7'12"09 |      |
| 4    | Anne Lolk Thomsen Juliane Rasmussen     | Danimarca     | 7'15"53 |      |
| 5    | Bronwen Watson Hannah Every-Hall        | Australia     | 7'20"68 |      |
| 6    | Lena Müller Anja Noske                  | Germania      | 7'22"18 |      |